# بيل هولم
بيل هولم (بالإنجليزية: Bill Holm)‏ هو مؤرخ وفنان أمريكي، ولد في 1925 في راوندأب في الولايات المتحدة.

## وصلات خارجية
- بيل هولم على موقع IMDb (الإنجليزية)